# Nouvelle école d'Avignon
 (mars 2019).
Si vous disposez d'ouvrages ou d'articles de référence ou si vous connaissez des sites web de qualité traitant du thème abordé ici, merci de compléter l'article en donnant les références utiles à sa vérifiabilité et en les liant à la section « Notes et références ».

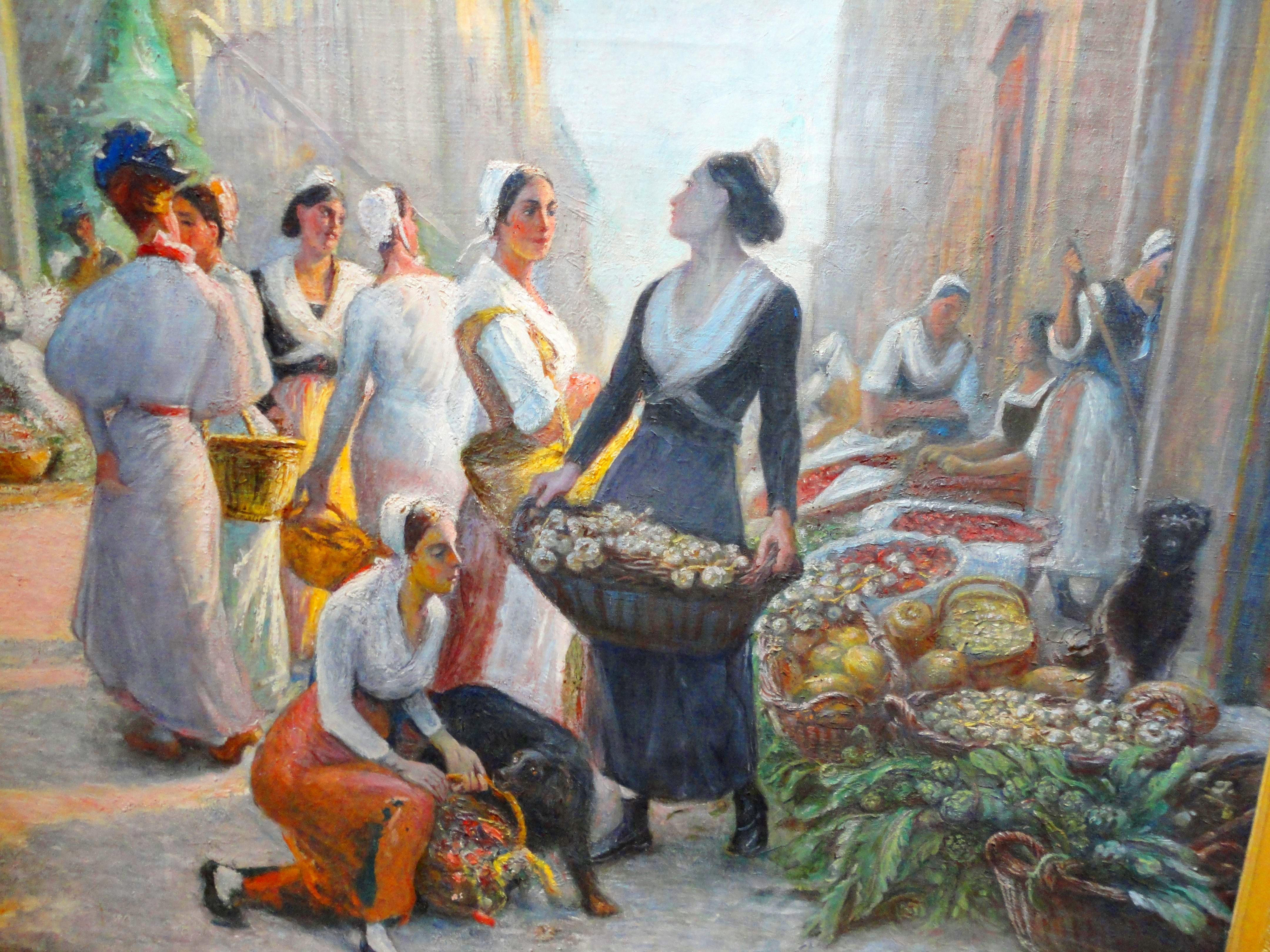
Marché de la rue Thiers, Atelier de Pierre Grivolas

La nouvelle école d'Avignon, troisième du nom[Quoi ?], est fondée par Pierre Grivolas, un artiste-peintre qui forme et influence de nombreux peintres, entre la fin du XIXe siècle et le début du XXe siècle.

## Genèse
Pierre Grivolas devint directeur de l'École des Beaux-Arts d'Avignon de 1878 à 1906 et forma de nombreux peintres qui constituèrent avec lui la Nouvelle école d'Avignon. Pour cela, il renouvela la façon de peindre de ses élèves en leur faisant délaisser l'académisme et en les sortant pour se rendre en ville, aux Angles ou le long des rives du Rhône, leur permettant ainsi de porter un nouveau regard sur la nature à travers l'ombre et la lumière. Proche des Félibres, Pierre Grivolas se joint à eux, en particulier au Mas du Grand-Rougier, propriété de la famille maternelle de Théodore Aubanel, les Seyssaud. Son tableau, "Les granges du Grand-Rougier" est actuellement au Musée Vouland (don de Mr Gérard Valin).

## Membres du groupe
Outre Pierre Grivolas, la nouvelle école regroupait Antoine Grivolas, Victor Leydet, Eugène Martel, Auguste Roure, Marius Roux-Renard et René Seyssaud.